# أويونا (آن)
أويونا (بالفرنسية: Oyonnax)‏ هي بلدية فرنسية تقع في إقليم آن في فرنسا. رمز إنسي لها هو:1283. أما الرمز البريدي لها فهو: 1100.

## توأمة
لأويونا (آن) اتفاقيات توأمة مع:
- آيسلينغن

## أعلام
- سيلفان بارير
- كريستيل قروس